# Chang Myon
Chang Myon (en hangul, 장면; en hanja, 張勉; 28 de agosto de 1899 – 4 de junio de 1966) fue un político surcoreano, Primer ministro de Corea del Sur y vicepresidente de Corea del Sur (1956 - 1960). Fue el segundo Primer ministro (1951-1952), y el séptimo Primer ministro de Corea del Sur (18 de agosto de 1960 - 18 de mayo de 1961)